# Minipivovar Hukvaldy
Pivovar Hukvaldy je minipivovar v místní části Dolní Sklenov v obci Hukvaldy náležící do okresu Frýdek-Místek.

## Historie

### Pivo poprvé 1597-1972
První pivo se začalo na Hukvaldech vařit v roce 1567. Pivo mělo značku Ondráš a po celou dobu se vařilo jako pivo třináctistupňové. Tato značka piva přetrvala až do začátku devadesátých let 20. století v rámci skupiny Severomoravské pivovary n.p. a posléze Severomoravské pivovary a.s. se sídlem v Přerově. Naposledy se pivo značky Ondráš vařilo v pivovaru Litovel jako šestnáctistupňový tmavý ležák. Na etiketě v zeleném nebo červeném provedení byla vyobrazena zřícenina hradu Hukvaldy.

### Pivo podruhé, založení minipivovaru v roce 2003
Majitel hospody v Dolním Sklenově odkoupil technologii na vaření piva ze zrušeného pivovaru v Žabni. V suterénu vlastní hospody udělal místo pro varnu, spilku a ležácký sklep. První várky piva spotřebitelům zachutnaly a tak začala pravidelná produkce. Původně se toto pivo mělo také jmenovat Ondráš, avšak tato ochranná známka byla již registrována. Proto dostalo tamní pivo zeměpisný název Hukvaldské pivo.

## Zajímavosti
Součástí hukvaldského pivovaru byl komín, který patřil dlouhá léta ke koloritu Hukvald. Zatím co ostatní budovy pivovarského areálu chátraly a pomalu mizely, komín stále zůstával. Na počátku 80. let minulého století se jednalo o vyčlenění pivovaru, kde už se 10 let pivo nevařilo, ze seznamu nemovitých kulturních památek a tím také o zbourání komínu. Marně pracovnice památkové péče komín bránily. V roce 1984 by zlikvidován. Prý byl až na nevelké poškození věnce na vrcholu, v dobrém stavu. Na tomto komíně nikdy nebylo čapí hnízdo.